# 一ツ山康
一ツ山 康（ひとつやま やすし、1951年6月10日 - ）は、静岡県富士市出身のレーシングドライバー。弟は一ツ山幹雄。

## 来歴
若い頃から地元の富士スピードウェイを中心にレースに参戦しており、星野一義らとも顔見知りであった。しかし、本業（運送、倉庫業）に専念するためレースの世界から手を引く。 その後、20年近く経った1990年代初めからBMW・M3で全日本ツーリングカー選手権(JTC)に復帰。プロをメインドライバーに迎え入れ兄・弟の幹雄と交代で参戦。何度も表彰台に登る。
1994年からはそれまでのJTCに代わり開催されることとなった全日本ツーリングカー選手権(JTCC)にBMW・318iを投入。基本的には弟の幹雄と交代で参戦。だが地元・富士スピードウェイで開催されたインターテックには兄弟でプライベーターながら2カー体制で参戦したことなどもあった。1996年途中からはJTCCに加え、全日本GT選手権(JGTC)のGT300クラスにも参戦を開始。こちらにもBMW・3シリーズの2ドアクーペを投入。
JTCCのシリーズ衰退を受け、1998年からはJGTCに専念。加藤寛規を迎え入れ、安定した速さを披露、GT300クラスシリーズ4位を獲得（富士では3位表彰台獲得）した。 翌1999年には加藤寛規に代わり伊藤大輔とコンビを組む。このシーズンはマシンの信頼性に苦しみ低迷した。同年11月に行われた富士ル・マン1000kmには、マクラーレン・F1 GTRを投入。飯田章と弟の幹雄と3人で参戦したが、マシントラブルによりリタイヤに終わる。
2000年からはこのマクラーレン・F1 GTRでJGTCのGT500クラスに参戦。中谷明彦とコンビを組む。2002-2003年はGT500クラスのマクラーレンはプロドライバーに任せ、GT300クラスにBMW・M3を投入して参戦するも苦戦し、シーズン途中で参戦を取りやめてしまった。
2004-2005年にはGT500クラスに新たにフェラーリ・550マラネロを投入し、監督に。2005年リニューアルオープンした富士スピードウェイを走りたいとの本人の意向で、マクラーレン・F1 GTRを復活させ、第2戦のみ田嶋栄一とコンビを組みスポット参戦。プロ以外のドライバーが自らの楽しみとしてGT500クラスに参戦したのはこれが最後とも言える。
2006年には、戦いの場をSUPER GT(旧JGTC)から新生全日本スポーツカー耐久選手権(JLMC)に移し、ザイテック・05Sとフェラーリ550マラネロで参戦。森脇基恭と共に監督を務める。2007年にはザイテックとフェラーリに加え、ポルシェ・911(997GT3RSR)も投入し、3台体制で参戦。JLMCでは欠かせないチームである。 だが2007年限りでJLMCが終了してしまったため、一時的にサーキットから一ツ山レーシングは姿を消してしまう事になる。
2009年、FIA-GT選手権で使用していたアストンマーティン・DBR9を一ツ山レーシングが購入し、今シーズンのSUPER GTに参戦する事が発表された。ただし、今後の将来的なル・マンシリーズへの参戦の可能性を検討するという意味でのテスト式参戦という事で、出場するのは9戦のみのスポット参戦となる。マシンメンテナンスはノバエンジニアリングがJGTC、JLMCから継続して担当する。

## レース戦績

### 全日本GT選手権/SUPER GT
| 年     | チーム             | 使用車両             | クラス | 1       | 2       | 3       | 4       | 5       | 6     | 7       | 8       | 順位 | ポイント |
| ------ | ------------------ | -------------------- | ------ | ------- | ------- | ------- | ------- | ------- | ----- | ------- | ------- | ---- | -------- |
| 1996年 | HITOTSUYAMA RACING | BMW・M3              | GT300  | SUZ     | FSW Ret | SEN     | MIN 6   | SUG 7   | MIN   |         |         | 19位 | 10       |
| 1997年 | HITOTSUYAMA RACING | BMW・M3              | GT300  | SUZ Ret | FSW 10  | SEN     | FSW Ret | MIN     | SUG 7 |         |         | 23位 | 5        |
| 1998年 | HITOTSUYAMA RACING | BMW・M3              | GT300  | SUZ Ret | FSW C   | SEN     | FSW 3   | TRM     | MIN   | SUG 5   |         | 14位 | 20       |
| 1999年 | HITOTSUYAMA RACING | BMW・M3              | GT300  | SUZ 12  | FSW Ret | SUG 12  | MIN     | FSW 9   | TAI   | TRM     |         | 34位 | 2        |
| 2000年 | HITOTSUYAMA RACING | マクラーレン・F1GTR  | GT500  | TRM     | FSW 11  | SUG Ret | FSW Ret | TAI     | MIN   | SUZ Ret |         | NC   | 0        |
| 2001年 | HITOTSUYAMA RACING | マクラーレン・F1GTR  | GT500  | TAI     | FSW 13  | SUG Ret | FSW 11  | TRM     | SUZ   | MIN     |         | NC   | 0        |
| 2002年 | HITOTSUYAMA RACING | BMW・M3              | GT300  | TAI     | FSW 8   | SUG 8   | SEP 19  | FSW 20  | TRM   | MIN     | SUZ Ret | 22位 | 6        |
| 2003年 | HITOTSUYAMA RACING | BMW・M3              | GT300  | TAI     | FSW Ret | SUG 14  | FSW DNS | FSW DNQ | TRM   | AUT     | SUZ     | NC   | 0        |
| 2005年 | HITOTSUYAMA RACING | マクラーレン・F1-GTR | GT500  | OKA     | FSW Ret | SEP     | SUG     | TRM     | FSW   | AUT     | SUZ     | NC   | 0        |

### 全日本ツーリングカー選手権
| 年     | チーム           | 使用車両 | クラス | 1   | 2     | 3     | 4     | 5     | 6     | 7     | 8     | 9     | 順位 | ポイント |
| ------ | ---------------- | -------- | ------ | --- | ----- | ----- | ----- | ----- | ----- | ----- | ----- | ----- | ---- | -------- |
| 1991年 | 一ツ山レーシング | BMW・M3  | JTC-2  | SUG | SUZ 3 | TSU 1 | SEN   | AUT 3 | FSW 3 |       |       |       |      | 71       |
| 1992年 | 一ツ山レーシング | BMW・M3  | JTC-2  | AID | AUT 6 | SUG   | SUZ 5 | MIN   | TSU 2 | SEN   | FSW 2 |       |      | 44       |
| 1993年 | 一ツ山レーシング | BMW・M3  | JTC-2  | MIN | AUT 3 | SUG   | SUZ 5 | AID   | TSU 4 | TOK 3 | SEN   | FSW 3 | 12位 | 54       |